# Horácio Serapião de Carvalho
Horácio Serapião de Carvalho (Santo Amaro da Imperatriz, 30 de outubro de 1872 — Florianópolis, 6 de fevereiro de 1935) foi um poeta, jornalista e professor brasileiro.

## Biografia
Amigo do poeta Cruz e Sousa e do escritor Virgílio Várzea, participou do grupo literário conhecido como guerrilha literária, no final do século XIX, em Florianópolis.
Horácio está entre os fundadores da Sociedade Catarinense de Letras, antecessora da Academia Catarinense de Letras, do qual foi o primeiro titular da cadeira 16, que tem como patrono João Justino Proença. É também patrono da cadeira 10 na Academia de Letras de Palhoça, cuja fundadora foi Carmem Mara Carvalho de Lima. 
Integrou o Instituto Histórico e Geográfico de Santa Catarina. 